# Szalay László (operatőr)
Szalay László, névváltozata: Szalay Z. László (Budapest, 1939. április 4.) operatőr.

## Életpályája
1957 óta a Magyar Televízió munkatársa, segédoperatőre. 1958–1959 között a Magyar Televízió felvételvezetője, 1959–1962 között gyártásvezetője, 1962–1971 között kameramanje volt. 1968–1970 között elvégezte az Újságíró Iskolát. 1971 óta a Magyar Televízió operatőre, 1976–1982 között az operatőri osztályt vezette. 1979–1983 között a Politikai Főiskola hallgatója volt. 1982–1991 között a Magyar Televízió operatőri osztályának főosztályvezető-helyettese, 1991–1994 között főosztályvezetője volt. 1991–1993 között az Open University hallgatója volt. 1994-ben a világkiállítási iroda igazgatója volt. 1994–1995 között a Fortuna Lapkiadó Kft. ügyvezető igazgatójaként dolgozott. 1995–1996 között a Kereskedelmi és Idegenforgalmi Továbbképző Kft. médiatanácsadója volt. 1997–1999 között a Magyar Televízió kulturális alelnökségének főtanácsadója volt. 2001 óta az Országos Rádió és Televízió Testület szaktanácsadója.

## Filmjei
- Hagymácska (1962)
- Szólt a szikla (1963)
- Kós Károly-portré (1973)
- A hét sovány tehén esztendeje (1973)
- Téli utazás (1975)
- Öt nap háború nélkül (1975)
- Rokokó háború (1976)
- Szürkezakós és a mama (1976)
- A kisfiú és az oroszlánok (1977)
- Mákszem Matyi (1977)
- Zenés TV Színház (1977-1989)
- Negyedik forduló (1978)
- Futrinka utca (1979)
- A korona aranyból van (1979)
- A Sipsirica (1980)
- Adáshiba (1980)
- Nagy Anna, Kiss Anna (1981)
- Elcserélt szerelem (1984)
- Élő holttest (1984)
- Kispolgárok (1985)
- Holt lelkek (1985)
- Koldus Napóleon (1987)
- Szimat Szörény, a szupereb (1988)
- Erőltetett menet: Bor és környéke (1988)
- A férfi, aki virágot hord a szájában (1989)
- Társasjáték (1989)
- Teljes napfogyatkozás (1989)
- Groteszk (1989)
- Hyppolit, a lakáj (színházi előadás televíziós közvetítése, 1990)
- Glóbusz 1-5. (1993)
- In memoriam Gyöngyössy Imre (1997)
- Hajlékot embernek… (1998)